# George Ney de Souza Fernandes
George Ney de Souza Fernandes (* 28. Juni 1950 in Niterói) ist ein brasilianischer Diplomat.

## Leben
George Ney de Souza Fernandes ist der Sohn von Stella de Souza Fernandes und Ney Francisco Queiroz. Er trat in den auswärtigen Dienst und wurde in Guatemala (1979–1982), Montevideo (1982–1985), Bukarest (1986–1992) und beim Heiligen Stuhl (1991–1994) eingesetzt. Anschließend versah er bis 1998 seinen Dienst als Gesandtschaftsrat in Santiago de Chile und bis 2000 in Havanna.
Schließlich wurde Fernandes im Jahr 2002 als Geschäftsträger in Harare berufen, wo er von 2003 bis 2006 auch zum Botschafter ernannt wurde. Ebenfalls war als Geschäftsträger war er von 2006 bis 2009 beim Heiligen Stuhl und von 2009 bis 2011 als Botschafter in Tripolis tätig. Seit dem 14. Februar 2011 ist er Botschafter in Manila.